# Ednyfed
Ednyfed (latino: Demetius; inglese: 
Edmund; 373 circa) era figlio di Anwn, "sovrano" del Dyfed (Galles sud-occidentale).

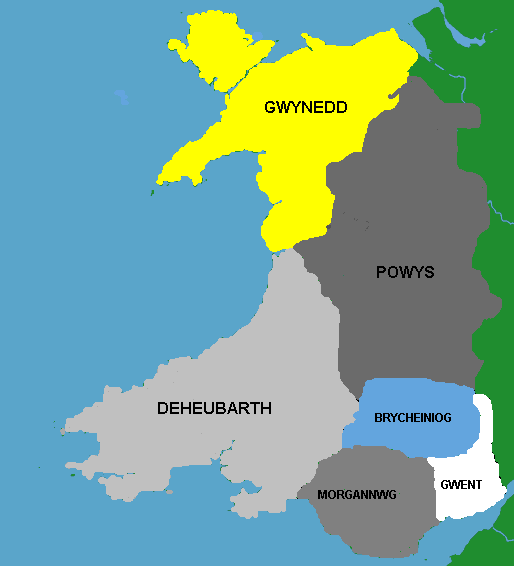
Regni medioevali del Galles

Probabilmente nacque nel tardo IV secolo in quella zona che i romani conoscevano come Civitas Demetarum, nome che veniva dalla locale tribù celtica dei demezi. Non è chiaro se il padre fosse ancora vivo al tempo del partenza dei romani dalla Britannia nel 410, ma Ednyfed, grazie alla stima di cui la famiglia godeva presso la popolazione, creò il regno del Dyfed.